# ВИА Гра
ВИА Гра (на украински: ВІА Гра) е украинска дамска поп група, създадена през 2000 г.
Счита се за един от най-успешните рускоезични музикални проекти на първото десетилетие на 21 век. Групата има 5 студийни албума, 3 от тях получават златен статут в Русия, 1 англоезичен албум, който става платинен в Тайланд и златен в някои други азиатски страни. Има повече от 30 радио сингли и видеоклипове. ВИА Гра са носители на много музикални награди, като например „Золотой диск“, „Золотой граммофон“, „Премия Муз-ТВ“ и други. Характерна особеност за групата е честата смяна в състава.
През 2003 г., преди да излезе дебютния албум на английски език под името V.I.A. „Gra“, са получени заплахи от съдебни действия от производителя на лекарството виагра, поради това Sony Music дава на групата за света псевдонима Nu Virgos.

## История

### 2000–2002
Първото излъчване на дебютния клип на групата „Попытка № 5“ се състои на 3 септември 2000 г. по телевизионния канал „Биз-ТВ“. „Попытка № 5“ веднага се превръща в нещо като „визитната картичка“ на групата и въпреки че изтича по пиратски дискове, заема челните позиции на различни украински музикални класации. Печели награди като „Золотой Граммофон“, „Стопудовый хит“, „Золотая Жар-птица“, а видеоклипа „Золотая Гиря“. От средата на декември 2000 г. групата разполага със седем песни. Първият концерт на ВИА Гра е в Днепропетровск, на сцената на местния „Ледового дворца“, който се провежда на 20 декември 2000 г. На концерта присъстват около 4000 души. Групата участва в награди, концертни програми, снима се в авторитетни издания на медиите. Заснети са и още 3 видеоклипа – „Обними меня“, „Бомба“ и „Я не вернусь“. ВИА Гра придобива национална слава. Участва в снимките на мюзикъла „Вечера на хуторе близ Диканьки“.
На 31 август 2001 г. подписва договор със Sony Music Entertainment, предварително за издаването на пет албума. В същото време, групата продължава успешно със своите концерти в страните от ОНД. На 27 септември 2001 г. излиза дебютния „Попытка № 5“, който включва всички 11 песни, които са дотогава в репертоара на групата, както и няколко ремикса на тях. Представянето на албума се състои на 2 октомври, в московския клуб „Луксор“. След излизането на албума, групата заминава на турне.
В началото на 2002 г., Надежда Грановская обявява бременността си. За нейна заместничка е наета Татяна Найник, която е професионален модел от Санкт Петербург. Тогава е взето решение за увеличаване на броя на участниците в групата до трима. През май 2002 г. е премиерата на видеоклипа на „Стоп! Стоп! Стоп!“. В песента за първи път вокалите са извършени не само от Альона, но и от Анна Седокова. През юли, е преиздаден албумът „Попытка № 5“, който включва ремикси на съществуващите песни, както и новата песен „Стоп! Стоп! Стоп!“.
На 12 септември приключват снимките на клипа на песента „Good morning, папа!“. Това събитие бележи връщането в групата на Hадежда Грановская, като четвърта солистка. След определен период от време, продуцентите стигат до заключението, че няма място за две брюнетки в една и съща група. Така Татяна Найник напуска ВИА Гра. По-късно, тя говори срещу продуцентите и вътрешната структура на групата като цяло.
На 14 и 15 октомври започват снимки за MTV Русия, според сценария на които, групата трябва да ограби банка. През ноември, Альона Виницкая, Татяна Найник и Анна Седокова се появяват на корицата на руското издание на списание за мъже Maxim. През 2002 г., групата е обявена за „Пробив на годината“ на наградите на руската ZD Awards, а песента „Стоп! Стоп! Стоп!“ става песен на годината за 2002 г.

### 2003–2005
През януари 2003 г. Альона Виницкая напуска окончателно групата. Вера Брежнева е избрана за ролята на новата блондинка на групата, и по този начин започва „златната ера“ на ВИА Гра, която се счита в състав Надежда Грановская, Вера Брежнева и Анна Седокова. В началото на 2003 г. е пуснат сингъла „Не оставляй меня, любимый!“. Издаден е „Стоп! Снято!“, който включва пет нови песни, заедно със седем ремикси. До края на годината е завършен албума, „Биология“, той пробива на международната музикална сцена. Техният първи англоезичен албум „Stop! Stop! Stop!“ влиза в класациите на Израел, Япония, Тайван, Тайланд, Индонезия и скандинавските страни. През лятото на 2004 г., ВИА Гра са наградени с музикалната награда на руската телевизия Муз-ТВ и завършва световно турне, обхващащо Югоизточна Азия, Израел и Америка. През ноември групата пуска още два клипа – „Мир, о котором я не знала до тебя“ и английската версия на този клип – „Take You Back“.
През 2004 г. Анна Седокова научава, че е бременна и напуска групата. Тя е заменена само за няколко месеца, от Светлана Лобода, която участва в клипа на „Биология“. Причината е, че феновете на групата са ужасени от поведението ѝ по време на изпълнения на живо и разочаровани, че тя сменя Седокова. След Лобода, Албина Джанабаева е новата червенокоса в групата. 2005 година е белязана от стартирането на руската версия на официалния уебсайт, както и от издаването на три нови видеоклипове: „Нет ничего хуже“, „I Don’t Want a Man“ и „Бриллианты“. Освен това групата взима втората си поредна Муз-ТВ награда „The Act Best Pop“.

### 2006–2008
В края на 2005 г. и началото на 2006 г., ВИА Гра има сериозни проблеми. Продуцентите обявяват приключването на проекта, причината е, от една страна творческа криза, а от друга, отказът на Надежда Грановская и Вера Брежнева да участват повече. През 2006 г. Грановская напуска групата ВИА Гра. На нейно място идва Олга Романовская, студентка от Николаев в Киевския национален държавен университет на културата. Но по някаква причина, свободното място заема Кристина Коц-Готлиб, „Мис Донецк 2003“. След три месеца на продуцентите става ясно, че Кристина не се вписва в екипа, и е решено да се даде шанс да Олга.
През април 2007 г. ВИА Гра издава своя втори англоезичен албум „L.M.L.“. Албумът не е пуснат в чужбина на материален носител CD, а е издаден от руската компания Monolit Records в опростен начин със записани дефекти (кликвания, шумове и пращене в песните). Издаден е като нова колекция от песни – този път в MP3-формат, „ВИА Гра. MP3 колекция“.
През март 2008 г., Татяна Котова – Мис Русия 2006 се присъединява към ВИА Гра. През юни 2008 г. групата отново печели 4-та награда „Най-добра група“ и „Най-добро видео“. През ноември завършват снимките на музикалния клип за песента „Американская жена“, който е саундтрак за руския филм „Стиляги“.

### 2009–2012
В началото на 2009 г., Котова напуска групата и това е белязано със завръщането на Надежда Грановская. Групата пуска нов сингъл, заедно с музикален видеоклип, озаглавен „Анти-гейша“. През есента на 2009 г., излиза още един сингъл, „Сумасшедший“.
През март 2010 г. Татяна Котова е заменена от Ева Бушмина. През април, нова песен и видеоклип музика са пуснати – „Пошёл вон!“. През април 2011 г., Дмитрий Костюк напуска поста си на главен продуцент. През ноември 2011 г. Надежда Грановская, бременна отново, напуска групата и е заменена от Санта Димопулос. През октомври 2012 г. е обявено, че ВИА Гра излиза в почивка, без потвърждение кога те ще се завърнат, и с кои солистки. През декември 2012 г., Константин Меладзе съобщава по време на пресконференция, че ВИА Гра ще престане да съществува от януари 2013 г., позовавайки се, че групата се е надживяла във формата, за който е предназначена в дадения момент.

### 2013–
Въпреки първоначалните твърдения, че ВИА Гра вече няма да съществува като група, в началото на 2013 г. Константин Меладзе обявява кастинг за новото си шоу, „Хочу V ВИА Гру“. Кастингът е форматиран като риалити шоу, състоящо се от осем епизода, в края на които три нови солисти са избрани – Ерика Герцег, Анастасия Кожевникова и Миша Романова. През ноември 2013 г., те издават новия си сингъл и видеоклип, озаглавен „Перемирие“. В същото време, по време на шоуто на Меладзе, Дмитрий Костюк – бивш главен продуцент на ВИА Гра, обявява свой нов състав. През есента на 2013 г., той представя своя група ВИА Гра – Даря Ростова, Даря Медовая и Айна Вилберг. На шоу в Киев, те изпълняват сингъла от новия си албум „Магия“. Това предизвика допълнително напрежение между Меладзе и Костюк, които вече са в противоречие, след разпадането на старите ВИА Гра. През май 2014 г., новите ВИА Гра издават втория си сингъл, „У меня появился другой“, с участието на грузинския рапър Vakhtang. През 2014 г. групата е критикувана в Украйна за това, че приема награди в Русия, тъй като много украинци вярват, че страната им е жертва на руска агресия.
На 30 март 2015 г. съдът за правата на интелектуална собственост на Руската федерация, потвърждава решението за отказ на Дмитрий Костюк по делото за търговската марка „ВИА Гра“ и присъжда авторските права на Меладзе. На 30 юни 2015 г. става ясно, че новата ВИА Гра прекратява съществуването си.
През март 2015 г., ВИА Гра пуска новия си сингъл „Это было прекрасно“. Песента е добре приета, но критиците твърдят, че сингъла звучи сравнително сходно с много от предишните творби на групата, включително „Обмани, но останься“ и „Я не боюсь“. През юли 2015 г. ВИА Гра издава нова компилация, наречена „Всё лучшее в одном“, която включва най-популярните песни в историята на групата. През ноември 2016 г., групата пуска нов сингъл, озаглавен „Кто ты мне?“. Както всички други песни, музиката и текста са написани от продуцента Константин Меладзе.

## Дискография

### Студийни албуми
- „Попытка № 5“ (2001)
- „Стоп! Снято!“ (2003)
- „Биология“ (2003)
- „Stop! Stop! Stop!“ (2004)
- „L.M.L.“ (2007)

### Компилации
- „Бриллианты“ (2005)
- „Поцелуи“ (2007)
- „Эмансипация“ (2008)
- „Лучшие песни“ (2008)
- „Всё лучшее в одном“ (2015)